# Come Get My Love
"Come Get My Love" (em português:  Venha Pegar Meu Amor) é o segundo single do álbum Scars of Love, lançado pelo grupo de freestyle TKA em 1986. A mulher na capa do single é La India, que permaneceu no grupo até o lançamento desse single e depois seguiu carreira solo.
Em 1993, a canção foi lançada em formato CD single.

## Desempenho nas paradas musicais
| Parada musical (1986/1987)                          | Melhor posição |
| --------------------------------------------------- | -------------- |
| Estados Unidos (Hot Dance Music/Club Play)          | 8              |
| Estados Unidos (Hot Dance Music/Maxi-Singles Sales) | 39             |